# Willian Magrão
Willian Henrique Antunes, mais conhecido como Willian Magrão (Mogi Mirim, 11 de fevereiro de 1987), é um futebolista brasileiro que atua como volante, sua posição de origem, ou zagueiro. Atualmente joga pela Aparecidense.

## Carreira
Willian Magrão foi promovido no início de 2007, pelo técnico Mano Menezes, ao grupo profissional do Grêmio. Foi titular apenas no final do Brasileirão, por causa de suspensão de Eduardo Costa no STJD e de contusão de Sandro Goiano.
No início de 2008, devido à saída de Sandro Goiano, Willian Magrão assumiu a titularidade. Após uma série de boas atuações, o jogador se firmou como titular, beneficiado também por uma lesão de Júnior, que havia sido contratado inicialmente para assumir a posição de segundo volante. Com o passar do tempo, Magrão se firmou na equipe principal e, junto com Rafael Carioca, formou a dupla de volantes titular do time que levou o Grêmio ao vice-campeonato brasileiro.
Magrão marca bem e sai bastante ao ataque. O atleta é elogiado principalmente por ser um "elemento-surpresa", já que ele sai do campo de defesa e seguidamente ataca, chutando de fora da área.[carece de fontes?]
Em 15 de fevereiro de 2009, em jogo contra o Avenida, válido pelo Campeonato Gaúcho 2009, Willian Magrão se lesionou. No dia seguinte, após exames, foi detectada uma lesão no ligamento cruzado anterior do joelho direito. Em virtude da grave lesão, foi submetido a uma cirurgia e ficou afastado dos gramados até o final do ano.
Em 28 de abril de 2009, renovou seu contrato com o Grêmio até 2012. Após quase 7 meses recuperando-se da cirurgia, Magrão fez sua reestréia no dia 18 de novembro de 2009, ao substituir Willian Thiego durante o jogo contra o Palmeiras. O jogo acabaria sendo vencido pelo Grêmio por 2 a 0.
Em 15 de agosto de 2010, em jogo contra o Goiás Esporte Clube, válido pelo Campeonato Brasileiro 2010, Willian Magrão fez dois gols, voltando a ser considerado um elemento surpresa. O volante atuou com a camisa 9 e foi eleito o melhor jogador da partida. O jogo acabaria sendo vencido pelo Grêmio por 2 a 0.
O volante, entretanto, alternou bons e maus momentos em 2010, sendo submetido, no final do ano, a uma microcirurgia para limpeza do joelho operado. 
Em dezembro de 2011, foi confirmado seu empréstimo para a Ponte Preta para jogar em 2012.
Na Ponte Preta, Willian Magrão não se firmou como titular. Com a chegada de Renê Junior e Baraka, percebeu que não teria espaço, então, pediu para ser negociado e foi parar no Cruzeiro. No dia 18 de maio de 2012, foi confirmado o seu empréstimo para o Cruzeiro valido até o dia 2 de dezembro de 2012.
Em 2013, foi contratado pelo Figueirense para disputa do Campeonato Brasileiro da Série A. No dia 4 de junho, em partida contra a Chapecoense, sofreu uma ruptura no tendão e não atuou mais até o fim da temporada.  
Em 2014, teve passagens Portuguesa e Boa Esporte sem muito destaque. Até que em 2015 chegou ao Red Bull Brasil, onde disputou três edições do Campeonato Paulista (2015, 2016 e 2017) com um bom desempenho.
Em Maio de 2015, foi contratado por empréstimo pelo Náutico, por indicação do técnico Lisca. Começou bem como titular, no jogo contra o Flamengo pela Copa do Brasil que terminou 1x1 no Maracanã, Magrão acertou um belo chute na trave, e recebeu vários elogios. Fez um gol até na vitória do Náutico sobre o Ceará, batendo de chapa com a perna esquerda no canto. Ao final de 2015 foi dispensado ao fim da temporada, não conseguindo ajudar no acesso à série A.
Para o ano de 2017 acertou com o FC Juárez do México sua primeira experiência internacional.
Em 21 de fevereiro de 2020, foi anunciado seu retorno à Portuguesa de Desportos.
Em 25 de abril de 2022, ele concedeu uma entrevista falando qual o melhor treinador que mais gostou de trabalhar. 

## Estatísticas
| Clube           | Competição                              | Jogos | Gols |
| --------------- | --------------------------------------- | ----- | ---- |
| Grêmio          | Campeonato Brasileiro de 2007           | 7     | 1    |
| Grêmio          | Copa do Brasil de 2008                  | 3     | 1    |
| Grêmio          | Campeonato Brasileiro de 2008           | 28    | 3    |
| Grêmio          | Campeonato Gaúcho de 2009               | 7     | 0    |
| Grêmio          | Campeonato Brasileiro de 2009           | 1     | 0    |
| Grêmio          | Campeonato Gaúcho de 2010               | 13    | 1    |
| Grêmio          | Copa do Brasil de 2010                  | 6     | 0    |
| Grêmio          | Campeonato Brasileiro de 2010           | 13    | 2    |
| Grêmio          | Copa Sul-americana de 2010              | 1     | 0    |
| Grêmio          | Campeonato Gaúcho de 2011               | 13    | 3    |
| Grêmio          | Campeonato Brasileiro de 2011           | 12    | 1    |
| Grêmio          | Copa Libertadores de 2011               | 1     | 0    |
| Ponte Preta     | Campeonato Paulista de 2012             | 13    | 2    |
| Ponte Preta     | Copa do Brasil de 2012                  | 6     | 0    |
| Cruzeiro        | Campeonato Brasileiro de 2012           | 18    | 1    |
| Figueirense     | Campeonato Catarinense de 2012          | 15    | 2    |
| Figueirense     | Copa do Brasil de 2013                  | 1     | 0    |
| Figueirense     | Campeonato Brasileiro de 2013 - Série B | 4     | 0    |
| Portuguesa      | Campeonato Paulista de 2014             | 10    | 2    |
| Portuguesa      | Copa do Brasil de 2014                  | 2     | 0    |
| Boa Esporte     | Campeonato Brasileiro de 2014 - Série B | 9     | 2    |
| Red Bull Brasil | Campeonato Paulista de 2015             | 12    | 1    |
| Náutico         | Campeonato Brasileiro de 2015 - Série B | 25    | 1    |
| Red Bull Brasil | Campeonato Paulista de 2016             | 1     | 0    |

Atualizadas em 30 de janeiro de 2016.

## Títulos
Grêmio
- Campeonato Gaúcho: 2010

Portuguesa
- Copa Paulista: 2020

### Outras conquistas
Grêmio
- Taça Piratini: 2010 e 2011
- Taça Fernando Carvalho: 2010
- Taça Fronteira da Paz: 2010
- Troféu João Saldanha: 2010
- Troféu Osmar Santos: 2008

## Prêmios individuais
- Seleção do Campeonato Catarinense: 2013